# Шламовый насос
Шламовые насосы — принцип работы, область применения

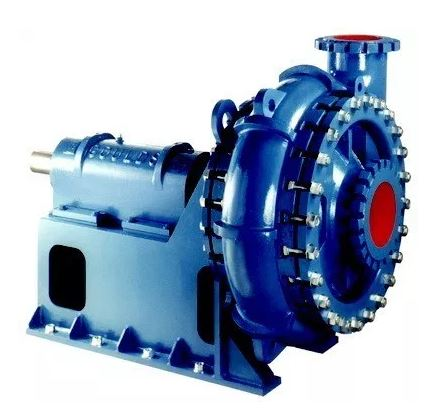
Шламовый насос

Шламовый насос — это рабочий агрегат, предназначенный для перекачки жидкостей с повышенным содержанием твердых примесей. Данное оборудование способно работать с водой и другими веществами, в которых имеется большое количество песка, глины и прочих абразивных компонентов. Название шламовый происходит от немецкого слова «шлам». В переводе на русский оно означает «грязь». Как понятно из названия, данный агрегат рассчитан специально для грязных жидкостей и не применяется для чистых.
Шламовые насосы используются для откачивания сильно загрязненных жидкостей, воды с остатками рудного материала после его промывки, с частицами песка и грунта. Оборудование специально спроектировано для работы в тяжелых условиях, перекачки воды с инородными частицами и высокой концентрацией примесей. Существуют горизонтальные и вертикальные насосы этого типа.
Применение грязевых насосов позволяет выполнять откачивание:
нечистот,
бытовых и производственных отходов,
сточных вод,
продукции глиноземного производства,
промывочных растворов для бурения скважин,
абразивных гидросмесей и др.
Допустимые условия эксплуатации (могут отличаться в зависимости от конструкции конкретного насоса):
Содержание примесей — до 70% от массы жидкости.
Размер включений — до 12 мм.
Температура воды — +5 °С…+60 °С.
Плотность жидкости — до 2500 кг/м³.

### Виды шламовых насосов

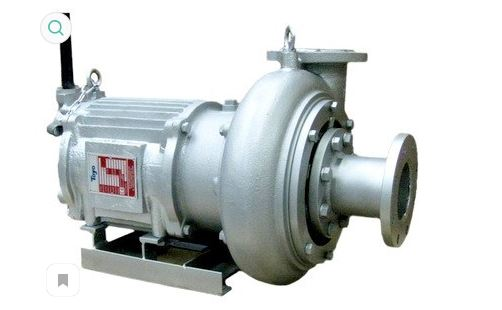
Горизонтальный насос

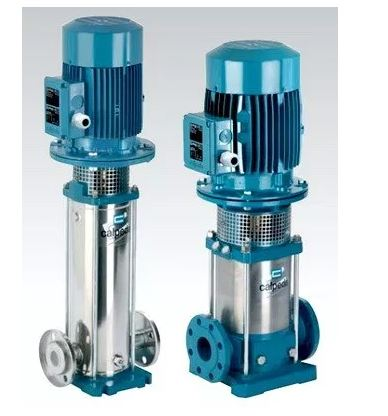
Вертикальный насос

Данное оборудование по конструктивным особенностям бывает трех видов:
- Горизонтальное.
- Вертикальное.
- Погружное.

##### Горизонтальные
Одноступенчатый горизонтальный шламовый насос используется для жидкостей, в которых присутствует твердая фракция с сечением не более 20 мм. Подобное оборудование способно захватывает плотную гидросмесь с весом 2500 кг на м³. Такие агрегаты предусматривают сухую установку. Гидравлическая часть насоса располагается вне резервуара отстойника. Благодаря этому помпа имеет широкий диапазон рабочих параметров производительности и создаваемого напора. Основная группа насосов представлена именно такими изделиями.

##### Вертикальные
Такие агрегаты обычно применяются для промывки скважин при бурении. Они работают только с растворами, в которых присутствие твердых частиц не превышает 20% общего объема. Максимальная плотность жидкостей 1300 кг на м³. Вертикальная помпа также предусматривает сухую установку.  Она применяется вместе с резервуаром отстойника. Его наличие предотвращает образование воздушных пробок, способных застопорить работу агрегата.

##### Погружные

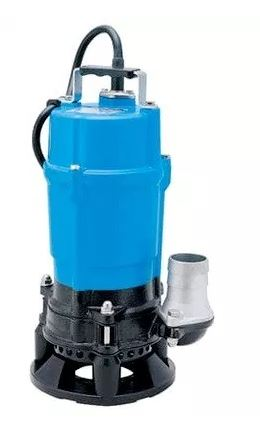
Погружной насос

Консольные устройства представлены помпами полусухой установки. Их гидравлическая часть погружается в шлам, в то время как над поверхностью остается часть двигателя. Такие помпы создают мало шума и обладают высокой эффективностью защиты от перегрева, чем превосходят вертикальные и горизонтальные агрегаты. Обычно при работе с ними применяется трос, по которому помпа опускается к месту откачки и медленно погружается в шлам по мере его удаления. Уровень спуска контролируется визуально таким образом, чтобы двигатель устройства оставался на воздухе, в то время как гидравлическая часть постоянно находилась в жидкости.
Шламовый насос погружного типа применяется в наиболее широкой сфере, поскольку отличается универсальностью. Его можно встретить в коммунальном хозяйстве, на металлоперерабатывающих предприятиях, электростанциях, на строительных объектах, бумажном производстве и очистке стоков. Такое оборудование имеет более влагозащищенный двигатель, что предотвращает попадание в его электрическую часть воды и грязи. Эта конструкция зачастую не предусматривает наличия сетчатого ограждения на всосе, что обеспечивает высокую скорость прокачки.
Применяемая конструкция помпы не предусматривает наличие вакуумного устройства, что в первую очередь объясняется тем, что агрегат сам погружается в шлам. Густая масса естественным образом добирается до крыльчатки насоса и перекачивается дальше. Благодаря тому, что прибор погружается в жидкость, это препятствует образованию громкого звука от работы помпы и снижает уровень вибрации.

### Конструктивные особенности оборудования

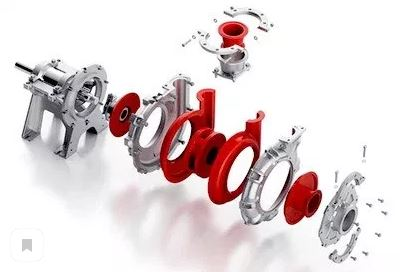
Конструкция насоса

Шламовый насос оснащается большим ротором, диаметр которого значительно больше, чем в помпах прочего типа. При этом уменьшается толщина стенок статора. Такие технические изменения приводят к увеличению нагрева устройства. Как следствие в результате усложненного движения жидкости рабочая температура помпы постепенно увеличивается вплоть до критического уровня. Во избежание этого применяется дополнительная система охлаждения. Может использоваться специальный охладительный кожух с циркулирующим хладагентом. У более простых устройств корпус насоса просто обливается для снижения его температуры. Также возможно охлаждение благодаря осуществлению непосредственного контакта помпы с рабочей средой, которая перекачивается.
Если рассматривать непосредственный принцип действия, то он практически полностью соответствует обыкновенному центробежному насосу. Помпа состоит из корпуса, рабочего колеса и броневого диска. Вращающееся колесо посредством лопастей захватывает жидкость, в результате чего под воздействием центробежной силы проталкивает ее в узкую трубку и выдавливает следующей порцией гидросмеси.
На входе в насос устанавливается специальная сетка, предотвращающая попадания в корпус чрезмерно крупной фракции, на которую устройство не рассчитано.
Вращение колеса обеспечивается электродвигателем. Чем выше его обороты, тем больше давление и скорость передачи потока может обеспечить помпа. В то же время более медленные насосы имеют увеличенный ресурс. Они служат без ремонта во много раз дольше. В первую очередь это связано не только с двигателями, а и подшипниками.

### Материал изготовления
Шламовый насос может изготовляться из чистого металла или с применением резинового покрытия. Стальные изделия содержат высокую долю хрома до 28%. Такие помпы предназначены для работы с обычным шламом, не имеющим в своей среде химически активных агрессивных веществ. Их применяют на перерабатывающих и угледобывающих предприятиях. В случае же с угольными ТЭЦ, то для них необходимо использование насосов, в металле которых присутствует еще больше хрома. В том же случае если оборудование необходимо для фосфорного производства, то концентрация хрома должна составлять от 35% и выше. Практически каждая отрасль имеет собственные требования к материалу изготовления помпы.
Резиновое покрытие позволяет увеличить срок службы помпы. Такой шламовый насос нейтрален для подавляющего большинства гидросмесей. При этом наличие резинового покрытия лишает возможности перекачивания крупной фракции. Редко какая прорезиненная помпа способна работать с абразивными гидросмесями, у которых твердые частицы превышают 6,5 мм.